# الصدر (ذي السفال)

تعديل مصدري - تعديل

الصدر محلة تابعة لقرية المؤجلة، التابعة لعزلة العنسيين بمديرية ذي السفال إحدى مديريات محافظة إب في الجمهورية اليمنية، بلغ تعداد سكانها 184 حسب تعداد اليمن لعام 2004.